# 마블 (소프트웨어)
마블(Marble)은 사용자가 지구, 달, 금성, 화성, 그리고 기타 행성들 중 하나를 선택하여 3차원 모형으로 표시할 수 있게 하는 버추얼 글로브 애플리케이션이다. GNU 약소 일반 공중 사용 허가서로 배포되는 자유 소프트웨어로서, KDE가 개인용 컴퓨터와 스마트폰을 대상으로 개발하였다. C++로 작성되었으며 Qt를 사용한다.